# Tyler Shelvin
Tyler Shelvin (Lafayette, 22 luglio 1998) è un giocatore di football americano statunitense che milita nel ruolo di defensive tackle per i Cincinnati Bengals della National Football League (NFL).

## Carriera

### Cincinnati Bengals
Shelvin al college giocò a football a LSU, vincendo il campionato NCAA nel 2019. Fu scelto nel corso del quarto giro (122º assoluto) nel Draft NFL 2021 dai Cincinnati Bengals. Debuttò subentrando nella gara della settimana 9 contro i Cleveland Browns. La sua stagione da rookie si concluse con 4 tackle in 4 presenze, nessuna delle quali come titolare.

## Palmarès
- American Football Conference Championship: 1

Cincinnati Bengals: 2021